# 伊藤節生
伊藤節生（日语：／ Itō Setsuo，1991年3月18日—），日本男性聲優。北海道出身。現屬AIR AGENCY，畢業於Human Academy綜合學院札幌校、AIR AGENCY聲優養成所。AB型血。

## 經歷
2016年在《路人超能100》初次擔任主角。導演立川讓以他外形到聲音都清爽乾淨，而且尚在缺乏主角扮演經驗的職業生涯起步階段，正好符合主角從無到有，正要摸索出自己人生道路的變化過程，故適合演繹動畫中性格淳樸、無色透明般的主角影山茂夫。
2017年3月18日，以《路人超能100》等的演繹，獲頒第十一回聲優獎新人男優獎。

## 出演作品
※粗體字為主要角色。

### 電視動畫
2013年
- 御宅英文！小緞帶 the TV（參加者A）[1]
- 噗嗶啵～來自未來～（雨山良平）[5]

2016年
- DAYS（皆實）[6]
- 路人超能100（影山茂夫）[7]

2017年
- 決鬥大師 2017年版（チョコっとハウス、カメライフ、オーリリア）[8]
- 愛麗絲與藏六（店員）[9]
- 妖怪公寓的優雅日常（男學生E）[10]
- 動畫同好會（武藏境塊）[11][12]

2018年
- 決鬥大師 2017年版（ウォーリア）
- 伊藤潤二驚選集（山田）
- 決鬥大師！（カメライフ、蛇修羅コブラ）
- 足球小將翼（網球社、修哲小B隊伍C、岩見／岩見兼一、中野、中山政男、榎本、吉田）
- 高分少女（金田〈同學〉）

2019年
- 足球小將翼（金田）
- 路人超能100 II（影山茂夫[13]）
- 我們真的學不來！（男學生C）
- 文豪Stray Dogs 第3期（男子）
- 博多明太！麻辣子醬（日语：博多明太!ぴりからこちゃん）（胡麻鯖、怪盜團、客）
- 星合之空（佐佐木真士）

2021年
- 瓦尼塔斯的手札（狩人A）

2022年
- 路人超能100 III（影山茂夫）[14]

2024年
- 狩火之王 第2期（少年工）

2025年
- 瞬間治癒卻被當成廢物踢出隊伍的天才治療師，改當無照治療師快樂過活（克雷森[15]）

### OVA
2019年
- 路人超能100 第一回 靈能咨詢所員工旅遊～舒緩心靈的療癒之旅～（影山茂夫）[16]

### 動畫電影
2014年
- GOGO佑都（日语：ゆうとくんがいく）[1]

### 網路動畫
2017年
- 蠟筆小新外傳 妖怪與新之助（日语：クレヨンしんちゃん外伝 お・お・お・のしんのすけ）（不景鬼）[1]
- 非洲的動物上班族（日语：タテアニメ）（大嘴鳥）[17]

2020年
- 座敷童子塌塌米酱（日语：ざしきわらしのタタミちゃん）（眾人類、もこっち）[18]

2024年
- T·P時光特警（柳澤[19]）

### 遊戲
2013年
- 蒼穹的Sky Galleon（インドラジット、[20]ラーマ、[21]ウルスグラナ、[22]ヴィシュヌ[23]）

2014年
- 懷戀（雷庫魯斯）[24]

2015年
- Re：BIRTHDAY SONG～歌唱戀情的死神～[1]
- 蒼穹的Sky Galleon（アイヌラックル）[25]

2016年
- 蒼穹的Sky Galleon（アナグラ・ラオチャ）[26]
- 超時空要塞Δ：緊急起飛（多米尼克·伍登特）[27]

2017年
- Project：Pani Pani（夜永エグゼ）[1][28]

### 外語配音
※作品依英文名稱及英文原名排序。

#### 電影
- 卡班湖的寶藏（俄语：Сокровища О. К.）（Сокровища О.К.／The Treasure of Lake Kaban）（Rustem〈Baybulat Batullin 飾演〉）[1]

#### 動畫
- 不確定的寓意：新三隻小豬（英语：Unstable Fables#3 Pigs and a Baby）（Unstable Fables: 3 Pigs and a Baby）（Lucky〈傑西·麥卡尼 配音〉）[29]

### 舞台剧
2018年
- 舞台「路人超能100」（影山茂夫）[30]
- Otona Project第13弹 爆走おとな小学生 第六回全校集会「初等教育ロイヤル」（山口）W（日语：二人一役）[31]
- 舞台「路人超能100」續篇（影山茂夫）[32]

### 實寫
2013年
- ウチの夏フェス2013！（フレッシュ夏フェス隊の一員として出演／AT-X：8月)

2015年
- 聲龍門（日语：声龍門）（TOKYO MX、BS11：4月 - 6月）

### 廣播
2014年
- 尚也･友里繪的AIR RADI 第7回（出演嘉賓／AIR AGENCY官網內的廣播：3月26日)

### 有聲漫畫
- SAKAMOTO DAYS 坂本日常（新）

### 其它
- 代償のギルタオン Web PV（ライク）[1][33]
- ランドセルヘドロ 廣播劇（僕）；封面圖片[34][35]

## 外部連結
- 伊藤節生 事務所介紹頁
- 伊藤節生 (Setsuo Itou)的X（前Twitter）